# Пуническая совесть
Пуническая совесть (лат. Punica fides или Punica religio) — ироническое определение вошедшего в пословицу вероломства карфагенских вождей, которое они проявляли по отношению к римлянам во время Пунических войн (264—146 годы до н. э.).
Один из ярких примеров «пунической совести» представляет рассказ Тита Ливия (U. с. XX, с. 6, §§ 11—12): «около 6000 человек сдались Магарбалу, который обещал им позволить уйти с одной переменой платья, если они выдадут оружие; это обещание было выполнено Ганнибалом с пунической добросовестностью, и все они заключены в оковы».
В таком же приблизительно смысле употреблялось и выражение Graeca fides, то есть «греческая совесть» или добросовестность.